# Ponte Salto Grande
Ponte Salto Grande é uma ponte internacional rodoferroviária que cruza o rio Uruguai e une as cidades de Concordia (província de Entre Ríos, Argentina) e Salto (departamento de Salto, Uruguai). Foi construída no alto da barragem da Usina Hidrelétrica Binacional de Salto Grande, a hidrelétrica de maior potência instalada no Uruguai. A estrutura deste empreendimento binacional inclui a ponte rodoferroviária. Esta via está a cargo da Comisión Técnica Mixta de Salto Grande.
Devido à largura da ponte, quando há tráfego de trens deve-se interromper o trânsito automotor. Para tanto existem barreiras em cada extremidade da ponte. Por ela só circulam trens de carga poucas vezes por mês.